# Ekiden
Ekiden (jap. 駅伝競走 ekiden-kyōsō) – długodystansowy bieg sztafetowy.
Pojęcie pochodzenia japońskiego, które przyjęło się jako określenie długodystansowych biegów sztafetowych, niezwykle popularnych w: Japonii, Australii, Nowej Zelandii, Kanadzie, Hiszpanii, Holandii, Chinach, Niemczech, Francji czy Stanach Zjednoczonych.
Nazwa tego maratonu-sztafety pochodzi od japońskiego systemu transportowego i pocztowego, przebiegającego wzdłuż szlaku Tōkaidō (53 stacje szlaku Tōkaidō). Powstał on w XVII w. (okres Edo) pomiędzy miastami Edo (obecnie Tokio) i Kioto, oddalonymi od siebie o ok. 500 km. System umożliwiał szybką komunikację m.in. dzięki wymianie koni na kolejnych stacjach (eki).
Długość trasy biegu oraz liczba osób w sztafecie różni się w zależności od decyzji organizatorów.

## Ekiden w Japonii

### Chiba Ekiden
Najpopularniejszy ekiden w Japonii. Bieg sztafetowy na dystansie maratonu, rozgrywany w Chibie od 1988 r. W „Chiba International Ekiden” udział biorą reprezentacje poszczególnych państw, w formule mix – drużyny składają się z trzech kobiet oraz trzech mężczyzn biegnących w następującej kolejności: 5 km (mężczyzna), 5 km (kobieta), 10 km (mężczyzna), 5 km (kobieta), 10 km (mężczyzna), i 7,195 km (kobieta). Rekord trasy został ustanowiony w 2005 roku przez reprezentację Kenii, wynosi 1:57:06.
W 2012 roku w zawodach udział wzięła również reprezentacja Polski w składzie: Łukasz Garszczyński, Lidia Chojecka, Radosław Kłeczek, Dominika Nowakowska, Arkadiusz Gardzielewski, Agnieszka Gortel-Maciuk. Polacy pokonując dystans maratoński w czasie 2:13:02 zajęli 9. miejsce. 

### Hakone Ekiden
W Hakone ekiden startują wyłącznie reprezentacje uniwersytetów japońskich. Tradycyjnie rywalizuje ze sobą 20 japońskich uczelni wyższych. Pierwszy bieg Hakone odbył się w 1920 roku. Drużyny składają się z 20 studentów – 10 biegaczy oraz ich zmienników wyznaczonych do poszczególnych etapów, do biegu dopuszczeni są wyłącznie mężczyźni.
Bieg odbywa się co roku w dniach 2 i 3 stycznia, trwa dwa dni. Startuje w  centrum Tokio, jego trasa wiedzie do oddalonej o 109,9 km miejscowości Hakone u podnóża góry Fudżi. Pierwszego dnia biegnie 5 uczestników pokonując etapy o długości ok. 22 km, ostatni z etapów uznawany jest za najtrudniejszy gdyż wymaga podbiegu pod stromą górę na wysokość ok. 800 m. Drugiego dnia 5 kolejnych uczestników wraca do Tokio tą samą trasą, zmiany dokonują się w tych samych punktach.

## Ekiden w Europie

### Acerta Brussels Ekiden
Brukselski Ekiden jest największą sztafetą maratońską w Europie. Odbywa się co roku w październiku w Brukseli. Sztafety składają się z 6 osób. Jego trasa ma długość maratońską, podzielona jest na zmiany o długościach: 4900 m + 10 150 m + 5275 m + 10 450 m + 4975 m + 6445 m i przebiega m.in. pod słynnym Atomium. W 2014 roku w sztafecie maratońskiej wystartowało ponad 1600 drużyn, co oznacza, że liczba biegaczy przekroczyła 10 000.

## Ekiden w Polsce

### Accreo Ekiden
Największy i najstarszy w Polsce maraton sztafet – ekiden (od 2011 r. pod nazwą Accreoekiden) organizowany jest przez Fundację Maraton Polski – odbywa się od 2005 r. w Warszawie, ma długość maratonu, a w sztafecie biegnie 6 osób. W XI edycji biegu (2015 r.) wystartowało 774 drużyn.

### EKIDEN PragmatIQ (dawniej XLPL Ekiden)
W Poznaniu maraton sztafet – ekiden – organizowany jest przez Fundację PragmatIQ. Odbywa się od 2013 r. Sztafety składają się z 6 osób. Trasa biegu wiedzie dookoła Jeziora Maltańskiego i ma łącznie długość maratonu – 42,195 km. W pierwszych trzech edycjach (lata 2013-2015) trasa była podzielona na zmiany o długościach: 4395m + 10800m + 10800m + 5400m + 5400m + 5400m. Od czwartej edycji (2016) trasa jest podzielona na zmiany o długościach: 9795m + 10800m + 5400m + 5400m + 5400m + 5400m. W jubileuszowej, V edycji biegu wystartowało 289 sztafet. Pomysłodawcą EKIDEN PragmatIQ jest kancelaria prawna PragmatIQ z Poznania.

### Toyota Wałbrzych Ekiden
Ekiden organizowany przez wałbrzyską fabrykę Toyota od 2004 roku na terenie zakładu. Drużyny składają się z 8 biegaczy, którzy mają do pokonania po 1270 metrów. W 2014 roku w biegu wystartowało 31 sztafet.

### Maraton pływacki Ekiden
Organizowany w Poznaniu przez AWF Poznań, udział mogą wziąć drużyny złożone ze studentów AWF z całej Polski. Dystansem do przepłynięcia jest długość maratonu (42,195 km), zmian dokonuje się po przepłynięciu dwóch basenów. Drużyna nie może liczyć więcej niż 10 osób.

### Electrum Ekiden
To najmłodszy Ekiden w Polsce, organizowany jest przez Fundację Białystok Biega – pierwsza edycja odbyła się w Białymstoku 14 czerwca 2015 roku. Zawodnicy mają do przebiegnięcia dystans maratoński (42,195 km) po pętli zlokalizowanej w centrum Białegostoku – jedna pętla to 2,5 km (z wyjątkiem pierwszej pętli o długości 2,195 km). Pierwsza zmiana sztafety ma do przebiegnięcia 7,195 km, druga i trzecia po 10 km, a czwarta, piąta i szósta po 5 km. W I edycji biegu wystartowało 139 sześcioosobowych drużyn.